# Машков, Михаил Иванович
Михаил Иванович Машков (2 февраля 1925 — 9 июня 2008) — стрелок стрелковой роты 171-го стрелкового полка (182-я Дновская стрелковая дивизия, 43-я армия, 3-й Белорусский фронт), красноармеец — на момент последнего представления к награждению орденом Славы, участник Великой Отечественной войны, кавалер ордена Славы трёх степеней.

## Биография
Родился 2 февраля 1925 года в селе Кайсацкое Николаевского уезда Царицынской губернии (ныне в составе Папласовского района Волгоградской области). Из семьи рабочего. Русский. В 1943 году окончил 9 классов средней школы.

### В Великую Отечественную войну
В Красной армии с 25 апреля 1943 года, призван Кайсацким районным военкоматом Сталинградской области. В боях Великой Отечественной войны с ноября 1943 года.
Воевал на 1-м Прибалтийском фронте. Участник наступательной операции на витебско-полоцком направлении (ноябрь 1943), Невельско-Городокской наступательной операции (ноябрь-декабрь 1943), весеннего наступления советских войск на витебском направлении (февраль-март 1944).
Красноармеец М. И. Машков неоднократно отличался в этих боях. Так, в бою 4 февраля 1944 года у деревни Заозёрье он первым ворвался в немецкую траншею, забросал немцев гранатами и уничтожил 6 немецких солдат. В бою 26 марта 1944 года у деревни Зальхово он автоматным огнём отразил попытку группы солдат противника проникнуть в наш тыл и вынудил их к бегству с потерями. За эти бои он был награждён двумя медалями «За отвагу».
Автоматчик 348-го стрелкового полка (51-я стрелковая дивизия, 83-й стрелковый корпус, 6-я гвардейская армия, 1-й Прибалтийский фронт) красноармеец Машков Михаил Иванович отличился в начале Белорусской стратегической наступательной операции (Витебско-Оршанская фронтовая наступательная операция). В бою 26 июня 1944 года в районе деревни Ровное (Витебская область, Белорусская ССР) в числе первых ворвался в немецкую траншею. Гранатами и автоматным огнём подавил сопротивление группы немецких солдат, которые обратились в бегство, бросив 7 трупов. В этом бою был легко ранен, но остался в строю и автоматным огнём уничтожил ещё 2-х солдат врага. Участвовал в захвате 4-х пленных в ходе боя.
Приказом командира 51-й стрелковой дивизии от 10 июля 1944 года за образцовое выполнение боевых заданий командования на фронте борьбы с немецкими захватчиками и проявленные при этом доблесть и мужество красноармеец Машков Михаил Иванович награждён орденом Славы 3-й степени.
Автоматчик 348-го стрелкового полка (51-я стрелковая дивизия, 83-й стрелковый корпус, 4-я ударная армия, 1-й Прибалтийский фронт) красноармеец Машков Михаил Иванович в ходе частной операции по улучшению занимаемого положения 2 сентября 1944 года в районе деревни Бунта (20 километров восточнее города Бауска, Латвийская ССР) во время разведки боем под ураганным огнём по-пластунски подполз к немецкому пулемёту и забросал его ручными гранами, уничтожив вместе с прислугой. Затем поднялся в атаку, и увлекая других бойцов первым ворвался в немецкую траншею. Там автоматным огнём уничтожил 6 солдат врага.
Приказом командующего 4-й ударной армии от 5 ноября 1944 года за образцовое выполнение боевых заданий командования на фронте борьбы с немецкими захватчиками и проявленные при этом доблесть и мужество красноармеец Машков Михаил Иванович награждён орденом Славы 2-й степени.

### Подвиг
Стрелок стрелковой роты 171-го стрелкового полка (182-я стрелковая дивизия, 43-я армия, 3-й Белорусский фронт) красноармеец Машков Михаил Иванович вновь особо отличился в ходе Восточно- Прусской наступательной операции. В период ожесточённых наступательных боёв в густо насыщенной позициями обороне врага севернее Кёнигсберга (ныне Калининград) в период с 31 января по 2 февраля 1945 года проявил отвагу в боях за населённые пункты Ротенен (ныне п. Русский Зеленоградского района) и Койенен. В бою в районе населённого пункта Побетен (ныне и. Романово Зеленоградского района Калининградской области) атака советских подразделений была остановлена прицельным пулемётным огнём с высотки. Под сильным огнём ползком обошёл немецкую позицию и гранатами уничтожил пулемёт с прислугой. Благодаря его отважному поступку рота ворвалась в немецкие траншеи. В дальнейшем бою с ротой ворвался в Побетен и участвовал в очистке от засевших немецких солдат нескольких городских зданий. В этих боях истребил ещё 8 солдат врага.
Приказом командира 182-й стрелковой дивизии от 18 февраля 1945 года за образцовое выполнение боевых заданий командования на фронте борьбы с немецкими захватчиками и проявленные при этом доблесть и мужество красноармеец Машков Михаил Иванович награждён орденом Славы 3-й степени. Причиной повторного награждения бойца вторым орденом Славы 3-й степени стал его перевод в другую часть и вызванная этим неразбериха в документах.
Указом Президиума Верховного Совета СССР от 23 марта 1963 года Машков Михаил Иванович перенаграждён орденом Славы 1-й степени, став тем самым полным кавалером ордена Славы.
Продолжал сражаться с врагом в Восточной Пруссии, уже в феврале 1945 года красноармеец М. И. Машков стал командиром пулемётного расчёта. В бою 23 февраля 1945 года за населённый пункт Варенген (ныне Апрелевка Гурьевского городского округа Калининградской области) во время сильной контратаки немцы вынудили к отходу советские подразделения. Машков со своим пулемётом занял позицию на господствующей высотке и метким огнём остановил немецкое продвижение. Враг подверг его позицию сильному артиллерийско-миномётному обстрелу, под прикрытием которого группа немецких солдат попыталась обойти её с фланга. Заметив это, Машков выдвинулся навстречу и внезапным пулемётным огнём с близкого расстояния обратил врага в бегство, истребил до 20 его солдат. В этом бою был тяжело ранен (это было третье ранение за войну). За этот бой он был вновь представлен к ордену Славы 2-й степени, но затем в штабе разобрались и награду заменили на орден Красной Звезды.

### После Великой Отечественной войны
После выхода из госпиталя на фронт уже не попал и продолжил военную службу в Пограничных войсках, с 1945 года был пулемётчиком маневровой группы 123-го пограничного полка, затем — 2-й резервной заставы 83-го пограничного полка (Приморский пограничный округ).

### В войне против Японии
В августе 1945 года принимал участие в войне против Японии. С февраля 1946 года — стрелок пограничной заставы 58-го Гродековского пограничного отряда Тихоокеанского пограничного округа.
В 1949 году окончил Махачкалинское пограничное военное училище МВД СССР. С ноября 1949 года — заместитель и начальник пограничной заставы 33-го пограничного отряда Закарпатского пограничного округа.
С февраля 1962 года командовал 6-й и 4-й пограничными заставами Карело-Финского пограничного округа. С апреля 1962 года — начальник 20-й, 19-й и 18-й пограничных застав в 26-м пограничном отряде.

### После службы
С июня 1967 года капитан М. И. Машков — в запасе. Жил в городе-герое Одессе (Украина). Работал в Одесском политехническом институте, затем — лектор Всесоюзного общества «Знание». Член ВКП(б)(КПСС (кандидат с 1944) до 1991 года.
Умер 9 июня 2008 года. Похоронен в Одессе на Таировском кладбище.
Капитан (1962).

## Награды
- Орден Отечественной войны I степени (11.03.1985)[3]
- Орден Красной Звезды (1.03.1945)[4]
- Орден Славы I степени перенагражден орденом Славы I степени 23 марта 1963 года
- Орден Славы II степени(5.11.1944)[5]
- Орден Славы III степени (10.07.1944)[6]
- Медаль «За отвагу» (10.02.1944)[7]
- Медаль «За отвагу» (13.04.1944)[8]
- Медаль «В ознаменование 100-летия со дня рождения Владимира Ильича Ленина» (6 апреля 1970)
- Медаль «За победу над Германией в Великой Отечественной войне 1941—1945 гг.» (9 мая 1945[9])
- Медаль «За взятие Кёнигсберга»
- Медаль «За победу над Японией»(1945)[10]
- Юбилейная медаль «Двадцать лет Победы в Великой Отечественной войне 1941—1945 гг.» (7 мая 1965[11])
- Юбилейная медаль «Тридцать лет Победы в Великой Отечественной войне 1941—1945 гг.»[12]
- Медаль «Сорок лет Победы в Великой Отечественной войне 1941—1945 гг.»[13]
- Юбилейная медаль «50 Победы в Великой Отечественной войне 1941—1945 гг.»
- Юбилейная медаль «60 лет Победы в Великой Отечественной войне 1941—1945 гг.»
- Медаль «Ветеран труда»
- Юбилейная медаль «50 лет Вооружённых Сил СССР» (26 декабря 1967[14])
- Юбилейная медаль «60 лет Вооружённых Сил СССР» (28 января 1978[15])
- Знак «25 лет победы в Великой Отечественной войне» (1970)